# Praomys petteri
Praomys petteri is een knaagdier uit het geslacht Praomys dat voorkomt in het zuiden van Kameroen, het zuidwesten van de Centraal-Afrikaanse Republiek en het zuiden van Congo-Brazzaville. Populaties van deze soort zijn vroeger geïdentificeerd als Praomys morio of Praomys lukolelae.
De bovenkant van het lichaam is bruin, de onderkant is lichtgrijs. Het karyotype bedraagt 2n=42, FNa=62. De kop-romplengte bedraagt voor volwassen exemplaren 99 tot 143 mm, de staartlengte 100 tot 165 mm, de achtervoetlengte 24 tot 28 mm, de oorlengte 15 tot 22 mm en het gewicht 40 tot 61 gram. Bij jongere dieren bedraagt de kop-romplengte 99 tot 143 mm, de staartlengte 100 tot 165 mm, de achtervoetlengte 24 tot 28 mm, de oorlengte 15 tot 22 mm en het gewicht 40 tot 61 mm. Vrouwtjes hebben 1+2=6 mammae.